# Сампайо Таварес, Лукка Оланда
Лукка Оланда Сампайо Таварес (порт.-браз. Lucca Holanda Sampaio Tavares; род. 2 апреля 2003, Форталеза), более известен как Лукка (порт.-браз. Lucca) — бразильский футболист, нападающий клуба «Интернасьонал».

## Клубная карьера
Лукка — воспитанник клуба «Интернасьонал». 21 января 2023 года в матче Лиги Гаушо против «Жувентуде» он дебютировал за основной состав. 17 февраля в поединке против «Сан-Жозе» игрок забил свой первый гол за «Интернасьонал». 15 апреля в матче против «Форталезы» он дебютировал в бразильской Серии A.